# شمشیربازی در المپیک تابستانی ۱۹۳۶
شمشیربازی در بازی‌های المپیک تابستانی ۱۹۳۶ نام رویداد ورزش شمشیربازی در بازی‌های المپیک تابستانی بود که در سال ۱۹۳۶ برگزار شد.

## جدول مدال‌ها
| رتبه | کشور           | طلا | نقره | برنز | مجموع |
| ۱    | ایتالیا (ITA)  | ۴   | ۳    | ۲    | ۹     |
| ۲    | مجارستان (HUN) | ۳   | ۰    | ۱    | ۴     |
| ۳    | فرانسه (FRA)   | ۰   | ۲    | ۱    | ۳     |
| ۴    | آلمان (GER)    | ۰   | ۱    | ۲    | ۳     |
| ۵    | سوئد (SWE)     | ۰   | ۱    | ۰    | ۱     |
| ۶    | اتریش (AUT)    | ۰   | ۰    | ۱    | ۱     |

## کشورهای شرکت کننده
- آرژانتین (۱۱)
- اتریش (۱۵)
- بلژیک (۲۰)
- برزیل (۶)
- بلغارستان (۱)
- کانادا (۸)
- شیلی (۷)
- کاستاریکا (۱)
- چکسلواکی (۱۳)
- دانمارک (۹)
- مصر (۶)
- فرانسه (۱۹)
- آلمان (۱۶)
- بریتانیای کبیر (۱۸)
- یونان (۸)
- مجارستان (۱۹)
- ایتالیا (۱۶)
- مکزیک (۲)
- هلند (۱۱)
- نروژ (۵)
- لهستان (۱۱)
- پرتغال (۵)
- رومانی (۷)
- سوئد (۱۳)
- سوئیس (۱۸)
- ترکیه (۷)
- ایالات متحده آمریکا (۲۲)
- اروگوئه (۵)
- یوگسلاوی (۱۲)